# Zuwihi-madiha
Zuwihi-madiha, izumrlo pleme ili klan porodice Arauan koje je obitavalo na rijekama Gregório i Tarauacá u zapadnobrazilskim državama Acre i Amazonas. C. Tastevin i P. Rivet navode ih među klanove Kulina Indijanaca, prevodeći njihovo ime sa sapajous bruns, što na francuskom označava neku vrstu smeđeg majmuna kapucina, a lociraju ih na gornju Erú.

## Vanjske poveznice
- Grupos Indígenas  Arhivirana inačica izvorne stranice od 13. ožujka 2005. (Wayback Machine)
- Etnologia Do Acre: Índios E Imigrantes